# Jonas Dieterle
Jonas Dieterle (* 26. August 1845 in Schapbach; † 8. Juni 1926 in Waldkirch im Breisgau) war ein deutscher Pfarrer und Mitglied der Badischen Ständeversammlung.

## Leben
Dieterle wurde 1870 zum Priester geweiht und war von 1881 bis 1908 als Pfarrer in Dogern tätig. Er erlebte die Zeit des Kulturkampfes als Zeitgenosse während seiner Vikarstätigkeit in Bad Peterstal und in Mannheim. Aufgrund seiner Erfahrungen begann er politisch aktiv zu werden. Er schloss sich der Zentrumspartei an und wurde Mitglied in der Zweiten Kammer der Badischen Ständeversammlung. Nach Beendigung des Kulturkampfes 1875 kam Dieterle als Seelsorger nach Dogern, wo er sich weiterhin politisch und sozial engagierte. Im Dezember 1891 gründete er zur Unterstützung der Bauern und Gewerbetreibenden in Dogern den Ländlichen Creditverein. Seine letzte Stelle als Pfarrer führte ihn nach Waldkirch im Breisgau.